# Liglet

Liglet este o comună în departamentul Vienne, Franța. În 2009 avea o populație de 289 de locuitori.